# ベオグラード包囲戦 (1739年)
1739年のベオグラード包囲戦では、オスマン帝国がベオグラード（現在のセルビアの首都）を奪還した。

## 背景
1711年にオスマン帝国とロシア帝国が締結したプルト条約により、ロシアがポーランド・リトアニア共和国への内政干渉を止めることが規定された。ポーランド継承戦争では、ハプスブルク帝国とロシア帝国が同盟を組んだ。オスマン帝国はこの同盟を条約違反と見なして、ロシアと戦争状態に入った。ロシアとの同盟により、1737年、オーストリアもオスマン帝国に宣戦布告した。オーストリア軍は2つの大きな戦闘、Battle of Banja LukaとBattle of Grockaで敗北し、ベオグラードに頼るしかなくなった。

## 包囲戦
最初、オスマン帝国は1521年の包囲戦（スレイマン1世の最初の軍事行動）でベオグラードを占領したが、オイゲン・フォン・ザヴォイエンによる1717年の包囲戦で失陥した。それ以来、オスマン帝国はベオグラード奪還の機会を待っていた。Battle of Grockaの後に、大宰相İvaz Mehmet Pashaがベオグラードを包囲した（1739年7月）。8月、元大宰相Hekimoğlu Ali Pashaが西方の国境から参加し、Bosnian militiaもまた攻撃に参加した。51日間の包囲戦を経て、オーストリアの司令官Count Wallisがドナウ川の艦隊を炎上させ、講和を願った
。

## 講和の会談
ベオグラードの講和会談において、ヴィルヘルム・ラインハルト・フォン・ナイペルクがオーストリアを代表し、Koca Ragıp Pasha（将来の大宰相）を含む一団がオスマン帝国を代表した。国境変更で大きな問題は起きなかった。オーストリアがオスマン側に領地を割譲することに同意した。しかし、一番の問題は、ベオグラードの将来に関することだった。最初、オーストリアは領地割譲の代わりにベオグラード領有を維持することを提案したが、オスマン代表は拒否した。第二に、オーストリアは要塞を解体した上でベオグラードを割譲することを提案したが、İvaz Mehmet Pashaはこちらも拒否した。最後に、オスマン帝国に駐在するフランス大使Louis Sauveur Villeneuveは元々オスマン帝国の要塞だった部分の維持で妥協するように提案した。両国はこの提案に同意し、1739年9月18日に条約が締結された。

## 余波
墺土戦争中の短い占領を除いて、オーストリアは決してベオグラードを占領することはできなかった。オスマン帝国はセルビア蜂起までベオグラードを領有し続けた。1878年まで、宗主国のオスマン帝国の下で
半ば独立したセルビアの都市だった。セルビアは、1878年のベルリン条約で完全な独立を果たした。